# Nemapogon koenigi
Nemapogon koenigi är en fjärilsart som beskrevs av Josif Capuse 1967. Nemapogon koenigi ingår i släktet Nemapogon och familjen äkta malar. Inga underarter finns listade i Catalogue of Life.